# Aegus syamsuli
Aegus syamsuli là một loài bọ cánh cứng trong họ Lucanidae. Loài này được Ikeda & Sakamaki mô tả khoa học năm 2002.